# مت انگر
مت انگر (انگلیسی: Matt Anger؛ زاده ۲۰ ژوئن ۱۹۶۳) یک تنیس‌باز حرفه ای سابق اهل ایالات متحده آمریکا است. در حال حاضر او سرمربی تنیس مردان در دانشگاه واشینگتن است.

## دورهٔ بازی در تنیس حرفه ای
انگر در پلیزانتون، کالیفرنیا بزرگ شد و به عنوان بازیکن دردبیرستان آمادور ولی بازی کرد.